# Apuarema
Apuarema es un municipio brasileño del estado de la Bahia. Su población estimada en 2004 era de 7.015 habitantes.